# Opacytyzacja
Opacytyzacja – proces zastępowania minerałów ciemnych skały (np. biotytu, amfiboli) przez nieprzeźroczyste lub brunatno przeświecające (widoczne pod mikroskopem polaryzacyjnym) tlenki i wodorotlenki żelaza. Zachodzi w wyniku oddziaływania wysokiej temperatury i tlenu atmosferycznego. Proces charakterystyczny dla skał wulkanicznych.